# リセールバリュー
リセールバリュー（英語：resale value）とは、一度購入したものを販売する際の、再販価値のこと。中古車販売などの際に使われることが多い。日本語、英語ともリセールバリューという言葉を一般的な再販価格という意味で使う事は誰でも出来るが、IDOM（旧：ガリバーインターナショナル）の登録商標（第4888249号）であるため、商標としての利用は制限される。

## 中古車のリセールバリュー
乗用車などを使用後、中古車販売店や、新車購入時の下取りとして、販売するときの価値のことである。新車価格に対する残価比率としてパーセントであらわすこともある。前述の通りIDOM社の登録商標のため、「『リセールバリュー』の中古車販売」、「『リセールバリュー』による高額査定」などの商標、商品名としての利用は制限される。一般的な再販価格という意味で使ったり、IDOM社のブランドそのものを言うために使う事は誰でもできる。
一般的な利用（3年間で3万km程度）の場合では、おおむね40%から60%程度であることが多い。実際には車種、色、装備、利用状況、消費ニーズなどによっても左右されるため、購入時の推測はあくまで推測であるが、最近の販売手法では、このリセールバリューを保証する「残価設定プラン」なども存在する。

## 不動産のリセールバリュー
建築物の耐用年数やリフォーム・リノベーション技術の向上と社会的認知、空家等対策の推進に関する特別措置法・都市再生特別措置法などの法的支援もあり、中古物件の需要の高まりから資産としての再評価が進んできたことをうけ、不動産業での売り口上としてや行政のまちづくり・都市計画部門が「中古資産の再評価」としてリセールバリューと呼ぶようになっている。
鉄道新線の開通やショッピングセンターの開業などで地域の利便性が向上し、地価の値上がりが見込まれる際に不動産の業界紙などで「リセールバリュ－」と記載されることが増えており、シャッター通り活性化のための物件情報やコンパクトシティを推進する再開発に伴う不動産案件でも「リセールバリュー」という表現が増えている。
もともとは戦後インフレで企業経営が立ち回らなかった時期に、戦後復興の再開発に伴う地価の値上がりを見越し、1950年（昭和25年）に制定した企業所有の土地（および機械設備）を時価で評価することで、財務補填や融資の担保とする資産再評価法（Assets Revaluation Law）を、GHQの経済科学局が俗称として「resale value」と呼んでいたとされることに由来する不動産関連の金融用語。なお、バブル崩壊後の対処法として土地再評価法（Act on Revaluation of Land）が1998年（平成10年）に施行された際にもアメリカの経済紙上では「resale value」と形容され、不良債権化した土地や建物を外資（いわゆるハゲタカファンド）が買いあさるきっかけとなった。

## 郵政民営化のリセールバリュー
郵政省の郵政民営化に伴い郵便貯金がアメリカのバイアウト・ファンドの恰好の標的となることを報じた経済紙が「resale value」と表現した。

## 公共財のリセールバリュー
社会資本としての自然環境や文化財を観光資源として活用する動きがある。事の発端は厳正保護主体であった世界遺産の遺産の商品化をユネスコが認めたことによる。文化遺産であればユニークベニューのような利用、自然遺産でも体験学習のような形態であれば観光利用を促進できる。例えばエコツーリズムやアウトドアでのスポーツツーリズムが国を挙げて盛んなオーストラリアでは、自然の中へ出向く冒険旅行による開発が行われ、これにより環境破壊が生じることが危惧されている。この開発による利益誘導と、環境保護を訴える双方による自然資本・自然の価値（自然の恵み）の再評価（生態系評価）を「resale value」と呼んでいる。

## その他の使用事例
欧米やファイナンス会社、会計・税務用語では、“Residual Value（リジデュアル・バリュー）”（日本語訳：残存価値）が一般的。米国では高いリセールバリューのブランドに対して、“Residual Value Awards”という賞を毎年発行する専門会社が存在する。